# Macromitrium bequaertii
Macromitrium bequaertii är en bladmossart som beskrevs av Thériot och Georges Raymond Léonard Naveau 1927. Macromitrium bequaertii ingår i släktet Macromitrium och familjen Orthotrichaceae. Inga underarter finns listade i Catalogue of Life.